# Jock Landale
Jock Landale (* 25. Oktober 1995 in Melbourne, Victoria) ist ein australischer Basketballspieler.

## Werdegang
Landale wuchs in Corio im australischen Bundesstaat Victoria auf. Als Jugendlicher hörte er zwischenzeitlich mit dem Basketball auf, nach einem Wachstumsschub kehrte er zu der Sportart zurück. 2014 beendete er seine Schulbildung an der Geelong Grammar School und verließ sein Heimatland, um am Saint Mary’s College im US-Bundesstaat Kalifornien Basketball zu spielen und zu studieren. Er entwickelte sich zum Leistungsträger der Hochschulmannschaft, in den Spielzeiten 2016/17 (16,9 Punkte und 9,5 Rebounds/Spiel) und 2017/18 (21,1 Punkte, 10,2 Rebounds/Spiel) war der Australier bei erzielten Punkten und Rebounds jeweils Mannschaftsbester. Er wurde in der Saison 2017/18 als bester Spieler der West Coast Conference ausgezeichnet.
Landale begann seine Laufbahn als Berufsbasketballspieler bei KK Partizan Belgrad in Serbien, kam in der Saison 2018/19 in der Adriatischen Basketballliga auf Mittelwerte von 12 Punkten und 5,6 Rebounds je Begegnung. Anschließend spielte er für Žalgiris Kaunas in der litauischen Liga sowie in der Euroleague. In 25 Euroleague-Einsätzen erzielte der Australier im Schnitt 11 Punkte sowie 4,4 Rebounds. Mit Melbourne United gewann Landale 2021 den Meistertitel in der ozeanischen NBL und wurde als bester Spieler der Endrunde ausgezeichnet. Im August 2021 wurde er von den San Antonio Spurs aus der NBA verpflichtet. Er kam in der Saison 2021/22 auf 54 Einsätze für die Texaner (im Schnitt 4,9 Punkte je Begegnung).
Ende Juni 2022 gab San Antonio den Australier an den Ligakonkurrenten Atlanta Hawks ab, im Juli 2022 wurde er an die Phoenix Suns verkauft. Die Houston Rockets statteten Landale im Sommer 2023 mit einem Vertrag aus. Nachdem er in der Hauptrunde der Saison 2024/25 für Houston im Durchschnitt 4,8 Punkte je Begegnung erzielt hatte, wechselte der Australier im Sommer 2025 zu den Memphis Grizzlies.

### Nationalmannschaft
Bei der Weltmeisterschaft 2019 wurde er mit Australien Vierter. Landale war Mitglied der australischen Mannschaft bei den 2021 ausgetragenen Olympischen Sommerspielen 2020 und gewann mit ihr die Bronzemedaille. Im Spiel um den dritten Platz erzielte er 14 Punkte.

## Karriere-Statistiken

### NBA

#### Hauptrunde
| Saison  | Team        | GP  | GS | MPG  | FG % | 3P % | FT % | RPG | APG | SPG | BPG | PPG |
| ------- | ----------- | --- | -- | ---- | ---- | ---- | ---- | --- | --- | --- | --- | --- |
| 2021–22 | San Antonio | 54  | 1  | 10.9 | .495 | .326 | .829 | 2.6 | 0.8 | 0.2 | 0.3 | 4.9 |
| 2022–23 | Phoenix     | 69  | 4  | 14.2 | .528 | .250 | .752 | 4.1 | 1.0 | 0.2 | 0.4 | 6.6 |
| 2023–24 | Houston     | 56  | 3  | 13.6 | .515 | .250 | .800 | 3.1 | 1.2 | 0.4 | 0.6 | 4.9 |
| Gesamt  | Gesamt      | 179 | 8  | 13.0 | .515 | .282 | .782 | 3.3 | 1.0 | 0.3 | 0.4 | 5.6 |

#### Playoffs
| Saison  | Team    | GP | GS | MPG  | FG % | 3P % | FT % | RPG | APG | SPG | BPG | PPG |
| ------- | ------- | -- | -- | ---- | ---- | ---- | ---- | --- | --- | --- | --- | --- |
| 2022–23 | Phoenix | 7  | 1  | 16.1 | .630 | .000 | .643 | 4.0 | 0.4 | 0.4 | 0.4 | 6.1 |
| Gesamt  | Gesamt  | 7  | 1  | 16.1 | .630 | .000 | .643 | 4.0 | 0.4 | 0.4 | 0.4 | 6.1 |